# Hans Jacob Brun
Hans Jacob Brun, född 1661, död 1739, var en norsk militär som var kommendant på Fredrikstens fästning när den 1716 attackerades av Karl XIIs trupper.
Brun blev fänrik vid Marinregementet 1686, och tjänstgjorde därefter i den franska armén i Flandern med vilken han deltog i slaget vid Neerwinden 1693. Han blev major vid Viborgska regementet 1705, deltog med detta i fälttåget i Skåne. Brun blev 1709 kommendant på Fredrikstens fästning och han ledde med framgång försvaret mot svenskarna 1716. Brun befordrades till överste 1717 men avgick som kommendant 1718 på grund av oenighet med stadens borgare. År 1720 fick Brun befälet över 1:a Trondhjemska regementet och han blev generalmajor 1733. Brun tog avsked 1736.